# Madana
Madana (nep. मदना) – gaun wikas samiti w zachodniej części Nepalu w strefie Karnali w dystrykcie Humla. Według nepalskiego spisu powszechnego z 2011 roku liczył on 285 gospodarstw domowych i 1546 mieszkańców (775 kobiet i 771 mężczyzn).